# Dianthus helwigii
Dianthus helwigii är en nejlikväxtart som beskrevs av Aschers. Dianthus helwigii ingår i släktet nejlikor, och familjen nejlikväxter. Inga underarter finns listade i Catalogue of Life.